# BTX
BTX, akronym av Balanced Technology Extended Interface specification, är en formfaktor för moderkort utvecklad av Intel. Den är tänkt att ersätta både ATX och microATX. BTX togs fram på grund av ökade krav på kylning då Intel inte tyckte att ATX höll det tidiga 00-talets standarder.
BTX går egentligen ut på att moderkortet sitter på vänster sida av datorlådan (till skillnad från ATX där det sitter på höger). Detta medför att kretsarna, och därmed även evetuella kylflänsar och fläktar, på instickskorten blir vända uppåt, vilket medför bättre värmebortledning. Vidare är även processorkylaren försedd med en enorm kylfläns som vilket innebär att det räcker med det redan befintliga luftflödet i lådan räcker för att kyla processorn. 
BTX är till stor del inkompatibel med ATX, men för att vara kompatibel med ATX-nätdelar så har man valt samma typ av anslutningskontakter för nätdelen som ATX. 

## Tre olika storlekar finns i specificationen
- picoBTX - 267 mm x 203 mm
- microBTX - 267 mm x 264 mm
- BTX - 267 mm x 325 mm